# Село Шакена Ниязбекова
Шаке́на Ниязбе́кова (до 16 марта 2021 года — Бесжылды́к, каз. Шәкен Ниязбеков) — село в Жамбылском районе Жамбылской области Казахстана, входит в состав Жамбылского сельского округа.

## География
Село расположено в южной части Жамбылского района, в 4 километрах к северу от административного центра сельского округа села Шайкорык, в 9 километрах к северу от областного центра города Тараз и в 13 километрах к юго-востоку от районного центра села Аса. Ближайшая железнодорожная станция Шайкорык — расположена в 5 километрах к юго-востоку от села (по дороге — 7,5 км). Соседние населённые пункты: Капал в 2 километрах к юго-востоку, Костобе в 5 километрах к юго-западу. Транспортное сообщение осуществляется посёлочными дорогами с выходом на автодорогу А-2. Высота центра населённого пункта — 560 метров над уровнем моря.

## Население
| Численность населения | Численность населения | Численность населения |
| 1989                  | 1999                  | 2009                  |
| --------------------- | --------------------- | --------------------- |
| 1537                  | ↘1530                 | ↘1371                 |

## Известные уроженцы села
- Исмаилов, Азимбек (1910—1987) — герой социалистического труда.